# پلاشچه
پلاشچه (به صربی: Plašće) یک منطقهٔ مسکونی در صربستان است که در پریبوی واقع شده‌است. پلاشچه ۸۵ نفر جمعیت دارد.